# Santiago Meléndez
Santiago Meléndez Gil (Teruel, 1958. július 25. – Zaragoza, 2017. július 5.) spanyol színész.

## Filmjei

### Mozifilmek
- Rekviem egy spanyol földművesért (Réquiem por un campesino español) (1985)
- Somos (2002, rövidfilm)
- Una de zombis (2003)
- Las hormigas acuden puntuales a las citas (2004, rövidfilm)
- Fasces (2006)
- Melegkonyha (Fuera de carta) (2008)
- Volver a subir (2009, rövidfilm)
- Pasionaria (2010, rövidfilm)
- 17 del 7 (2010, rövidfilm)
- Diamond Flash (2011)
- Vísteme despacio que tengo prisa (2014, rövidfilm)
- Justi&Cia (2014)

### Tv-filmek
- Adolfo Suárez (2010)
- La duquesa (2010)
- Alfonso, el príncipe maldito (2010)
- Mi gitana (2012)
- Carmina (2012)
- El Rey (2014)

### Tv-sorozatok
- Arrayán (2001, három epizódban)
- Antivicio (2001, egy epizódban)
- Al salir de clase (2001, két epizódban)
- Policías, en el corazón de la calle (2001, egy epizódban)
- Periodistas (2001, két epizódban)
- Compañeros (2001, egy epizódban)
- El comisario (2001, 2005, két epizódban)
- 20tantos (2002–2003, három epizódban)
- Javier ya no vive solo (2003, egy epizódban)
- Un paso adelante (2003, egy epizódban)
- Hospital Central (2003, 2007, két epizódban)
- Mis adorables vecinos (2004, egy epizódban)
- La sopa boba (2004, egy epizódban)
- Motivos personales (2005, 12 epizódban)
- Balfék körzet (Los hombres de Paco) (2006, egy epizódban)
- Ez a ház totál gáz (Aquí no hay quien viva) (2006, egy epizódban)
- Aída (2006, egy epizódban)
- Pokoli elmék (Génesis, en la mente del asesino) (2007, egy epizódban)
- Amar en tiempos revueltos (2007, 2010, hat epizódban)
- Visszaszámlálás (Cuenta atrás) (2008, egy epizódban)
- Lex (2008, egy epizódban)
- Física o química (2008, három epizódban)
- El porvenir es largo (2009, egy epizódban)
- Acusados (2009, hat epizódban)
- Sin tetas no hay paraíso (2009, 13 epizódban)
- Dél királynője (La Reina del Sur) (2011, 31 epizódban)
- Bandolera (2011, hét epizódban)
- Fenómenos (2012, egy epizódban)
- Las aventuras del capitán Alatriste (2013, egy epizódban)
- Los misterios de Laura (2014, egy epizódban)
- La que se avecina (2014, egy epizódban)
- Chiringuito de Pepe (2014, 2016, négy epizódban)
- El ministerio del tiempo (2016, két epizódban)
- El Caso. Crónica de sucesos (2016, három epizódban)
- Águila Roja (2016, három epizódban)
- Olmos y Robles (2016, négy epizódban)